# Eparchia Puthur
Eparchia Puthur (łac. Eparchia Puthurensis)  – eparchia Kościoła katolickiego obrządku syromalankarskiego w Indiach z siedzibą w mieście Puttur (dystrykt Dakshina Kannada w stanie Karnataka).
Eparchia Puthur została utworzona 25 stycznia 2010 r. decyzją abp. większego Baseliosa Cleemisa Thottunkala po konsultacjach z synodem biskupów syromalankarskich i ze Stolicą Apostolską. Jej  terytorium wydzielono z obszaru eparchii Battery. Oprócz Dakshina Kannada (South Kanara) diecezja obejmuje katolików obrządku syromalankarskiego w dystryktach Chamrajnagar, Chickmagalur, Hassan, Kodagu, Mandya, Mysore, Shimoga i Udupi. Na terenie diecezji funkcjonuje 36 instytucji edukacyjnych i 4 ośrodki charytatywne. Katedrą diecezjalną jest kościół św. Józefa w Puttur, a prokatedrą kościół NMP w Noojibalthila.